# Casa Ferreirinha

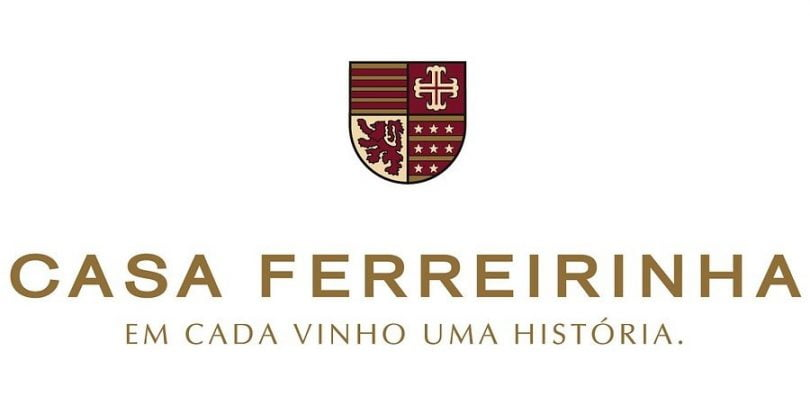
Casa Ferreirinha

A Casa Ferreirinha é uma das produtoras de vinho mais reconhecidas de Portugal. A empresa foi gerida por Fernando Kelly de Aguiar Nicolau de Almeida até passar esse compromisso para o seu filho Fernando Pais Nicolau de Almeida. A Casa Ferreirinha tem origem numa das mais reconhecidas regiões de Portugal, Vale do Douro, pelos seus vinhos de elevada qualidade.
A Casa Ferreirinha é conhecida pela composição elegante e complexa presente nos seus vinhos, o que resulta num vinho autêntico da Casa Ferreirinha. A variedade de vinhos, desde tintos encorpados, como o Barca Velha, a brancos refrescantes, como o Vinha Grande, é uma forma de agradar a todos os paladares.
O nome Ferreirinha é uma homenagem a D. Antónia Adelaide Ferreira, empresária do século XIX. Dedicou a sua vida ao cultivo do vinho do porto e ficou conhecida pelas admiráveis inovações que introduziu. D. Antónia Adelaide Ferreira deixou um grande legado e será para sempre lembrada como a visionária que revolucionou a produção de vinho no Douro.
A Casa Ferreirinha também se destaca pelo seu compromisso com a inovação e a preservação das tradições enológicas, mantendo um equilíbrio entre modernidade e respeito pela herança vinícola de Portugal. Os seus vinhos refletem a paixão pela arte da Vinificação e a riqueza do Terroir do Douro.
Devido à dedicação da Casa Ferreirinha na produção dos vinhos, esta tem vindo a ganhar inúmeras distinções, sendo uma das mais importantes a conquista de 100 pontos na revista Wine Enthusiast, concedida em 2017 ao Barca Velha 2008, sendo assim o primeiro vinho tinto português a alcançar este feito. Atualmente, o Enólogo responsável pela criação destes maravilhosos vinhos do Douro é Luís Sottomayor, que antes de entrar para a equipa de Fernando Nicolau de Almeida em 1989, percorreu o mundo, afiando as suas habilidades, e hoje, com as suas habilidades é o dirigente da equipa de Enologia do Douro da Sogrape.